# Ivan Capelli
Ivan Capelli (Milaan, 24 mei 1963) is een voormalig Italiaans autocoureur. Hij maakte zijn Formule 1-debuut in 1985 bij Tyrrell en nam deel aan 98 Grands Prix waarvan hij er 93 mocht starten. Hij eindigde driemaal op het podium en scoorde 31 punten.

## Biografie
Capelli begon zijn carrière op vijftienjarige leeftijd in de karting. Na vier jaar stapte hij over naar de Italiaanse Formule 3. In deze klasse werd hij in 1983 Italiaans kampioen, nadat hij de serie een heel jaar domineerde met negen overwinningen. Hierna ging hij naar de Europese Formule 3 waarin hij in 1984 kampioen werd.
Hierna ging hij in de Formule 3000 racen voor Genoa Racing, waarin hij in 1985 één race won. Hetzelfde jaar debuteerde hij al in de Formule 1 voor Tyrrell. Hij werd onmiddellijk vierde in de Grand Prix van Australië. Ondanks dit geweldige resultaat kon hij geen vast contract versieren in de Formule 1 en ging hij in 1986 weer in de Formule 3000 racen. Hierin werd hij kampioen. Hij combineerde dit met het European Touring Car Championship en een aantal races in de Formule 1 met AGS.
Op hetzelfde moment werkte Cesare Garibaldi van Genoa Racing samen met March om een Formule 1-team op te zetten. Capelli ging in 1987 dan ook rijden voor het March-team, geleid door Garibaldi met een Cosworth V8-motor. Hij bleef ook voor BMW rijden in het ETCC voor het Schnitzer Motorsport-team omdat het March-team een erg klein budget had, in die mate zelfs dat de Belgische Grand Prix gereden werd met een 3,3 liter motor in plaats van een 3,5 liter Formule 1-motor. Op die manier werd Capelli verder betaald door BMW. Hij scoorde het eerste punt voor het team in de Grand Prix van Monaco en de terugkeer van March werd gezien als professioneel en veelbelovend voor de toekomst.
In 1988 beschikte het team over een chassis ontworpen door Adrian Newey met een Judd V8 motor. March had gehoopt de enige partner te zijn van Judd maar moest de motor delen met Williams F1 en Ligier. Tweede rijder in het team werd Mauricio Gugelmin. March werd de revelatie van het jaar.
Het succes kon door geldproblemen niet aangehouden worden en sponsor Leyton House nam het team over. Gugelmin wist met het chassis van 1988 in de Grand Prix van Brazilië van 1989 wel nog derde te worden maar het chassis voor 1989 was een teleurstelling. De rijders kwamen ook niet in het stuk voor dat jaar. Dat jaar stierf Garibaldi ook bij een auto-ongeluk.
1990 beloofde weinig beterschap: de auto van Newey was dan wel aerodynamisch goed gevormd, hij was erg slecht op een hobbelig parcours. Dit bleek zo problematisch dat beide auto's in Mexico zich niet konden kwalificeren. Op Paul Ricard in Frankrijk ging het plots veel beter: beide auto's bezetten een groot deel van de race de eerste en tweede plaats. Gugelmin viel echter uit en Capelli werd kort voor het einde nog ingehaald door Alain Prost. Zijn tweede plaats was echter een klein mirakel te noemen. Aanpassingen aan de auto hadden de moeilijkheden met de hobbels dan wel grotendeels weggehaald, in feite was het vooral het vlakke asfalt op Paul Ricard dat het team competitief maakte. De rest van het seizoen waren de resultaten dan ook niet wat ze moesten zijn.
Het volgende seizoen was Leyton House zowel verantwoordelijk voor de ontwikkeling van chassis als het Ilmor V10 programma. Hierdoor bleven ook dit seizoen de resultaten enigszins uit, hoewel Capelli zich wel regelmatig goed kwalificeerde en races redelijk goed verliepen. Toen de eigenaar van Leyton House, Akira Akagi, werd opgepakt in het fraudeschandaal rond de Fuji Bank belandde het team in een bijzonder moeilijke financiële situatie. Capelli had al wel getekend voor Ferrari voor 1992, dus zette hij een stapje opzij om plaats te maken voor Karl Wendlinger om het seizoen af te werken. Hij reisde zelf nog wel naar alle Grand Prix om Wendlinger te adviseren.
Ook 1992 bracht niet wat hij er zelf van had verwacht. De nieuwe Ferrari was een ramp en Capelli toonde al snel zijn teleurstelling. Hij kon zich ook niet integreren in het team en in de bureaucratische structuur ervan. Hij verloor zijn motivatie en het seizoen werd een ramp door enkele vernederende crashes. Capelli werd nog ontslagen voor het seizoen ten einde was.
Hij werd hierna nog opgepikt door Jordan voor het seizoen 1993. Capelli hervond echter zijn motivatie niet en in onderling overleg met het team verliet hij na een rampweekend in Brazilië, waar hij zich niet kon kwalificeren, definitief de Formule 1.
Hierna racete hij nog voor Nissan en Maserati. Daarnaast werd hij ook F1-commentator voor het Italiaanse tv-station Rai Uno. Hij blijft dan ook nog een populair persoon in de pitstraat.